# Marie Matheron
Pour les articles homonymes, voir Matheron.
Marie Matheron est une actrice française, née le 2 juin 1959 à Paris.

## Biographie
Élève de Michel Bouquet et de Daniel Mesguich au Conservatoire national supérieur d'art dramatique de Paris (promotion de 1986), Marie Matheron fait ses premiers pas au cinéma devant la caméra de Manuel Poirier puis sur les planches sous la direction de Catherine Anne.
En 1990, elle reçoit le Prix Michel-Simon pour L'Enfant de l'hiver d'Olivier Assayas puis tourne notamment avec  Jacques Doillon, Serge Meynard, Robin Campillo, Claude Chabrol, Rebecca Zlotowski...
Au théâtre Marie Matheron interprète notamment les textes de  Jean Eustache, Paul Claudel, Catherine Millet, Lars Norén, Annie Ernaux...

### Vie privée
Marie Matheron est l'épouse de l'acteur Philippe Duclos.

## Filmographie

### Cinéma

#### Longs métrages
- 1987 : Poussière d'ange d'Édouard Niermans : la stagiaire archiviste
- 1987 : Le Grand Chemin de Jean-Loup Hubert : Solange
- 1989 : L'Enfant de l'hiver d'Olivier Assayas : Natalia
- 1990 : Farendj de Sabine Prenczina : Julie
- 1992 : La Règle du je de Françoise Etchegaray : Olivia
- 1994 : Du fond du cœur de Jacques Doillon
- 1997 : Western de Manuel Poirier : Nathalie
- 1998 : Le Radeau de la Méduse d'Iradj Azimi : la cantinière aveugle
- 2000 : Voyous voyelles de Serge Meynard : Laure
- 2000 : Presque rien de Sébastien Lifshitz : Annick
- 2001 : On appelle ça... le printemps d'Hervé Le Roux : Joss
- 2004 : Les Revenants de Robin Campillo : Véronique
- 2004 : Tout un hiver sans feu de Grzegorz Zgliński : Laure
- 2007 : Nos retrouvailles de David Oelhoffen : la mère de Marco
- 2009 : Bellamy de Claude Chabrol : madame Leullet
- 2009 : Plein Sud de Sébastien Lifshitz: la mère adoptive
- 2010 : Belle Épine de Rebecca Zlotowski : Delphine
- 2022 : Les Volets verts de Jean Becker : Corinne Biguet

#### Courts métrages
- 1985 : La Lettre à Dédé de Manuel Poirier : Nathalie
- 1986 : Appartement 62 de Manuel Poirier
- 1987 : Eux d'Ann-Gisel Glass
- 1988 : La Rue ouverte de Michel Spinosa : Rose
- 1989 : L'Éternelle Idole de Gilles Bourdos
- 1994 : Le Wagon de Charlotte Walior : Sylvie
- 1997 : Impair Passe et Manque de Charlotte Walior : Marie
- 1997 : Bonjour de Bruno Herbulot : la Femme
- 2000 : La Valise de Charlotte Walior : Viviane
- 2003 : C'était le chien d'Eddy d'Olivier Babinet : Cathy
- 2004 : Fausse Teinte de Marie Guiraud : la mère
- 2008 : Les Paradis perdus de Hélier Cisterne
- 2014 : À propos d'Anna d'Émilie Noblet
- 2015 : Dix-sept ans pour toujours d'Aurélia Morali
- 2018 : Proches de Laurent Mauvignier

### Télévision
- 1999 : Du jour au lendemain de Bruno Herbulot : Colette
- 2000 : Dette d'amour de Christian Faure : Marjorie
- 2001 : Haute Pierre de Jean-Yves Pitoun : Andréa
- 2001 : Ca s'appelle grandir d'Alain Tasma : Alice
- 2005 : Le Bal des célibataires de Jean-Louis Lorenzi : Thérèse
- 2006 : Notable, donc coupable de Francis Girod : Caroline
- 2007 : Alice Nevers, le juge est une femme : Claire Beland (saison 13, épisode 2 : Liquidation totale)
- 2007 : Enfin seul(s) de Bruno Herbulot : Caroline
- 2007 : Épuration de Jean-Louis Lorenzi : Thérèse
- 2010 : Section de recherches : Perrine Lanson (saison 4, épisode 11 : Prise d'otage)
- 2014 : La Loi de Christian Faure : la voisine
- 2015 : Profilage : Isabelle Bernin (saison 6, épisode 1 : Impardonnable)
- 2016 : L'Affaire de maître Lefort de Jacques Malaterre : Anne-Marie
- 2017 : Engrenages : présidente du Tribunal d'Assises (saison 6)
- 2018 : HP : Beyoncé
- 2019 : Meurtres en Lorraine de René Manzor : Patricia Paoli
- 2020 : Alex Hugo d'Olivier Langlois : Nathalie Lavoisier (saison 6, épisode 2 : Les racines du mal)
- 2020 : Balthazar : Elizabeth Marsac (saison 3, épisode 2 : Vendredi 13)
- 2021 : Une affaire française : Madame Lambert
- 2022 : Le mystère Daval de Christophe Lamotte : juge d'instruction
- 2022 : Le Meilleur d'entre nous de Floriane Crépin : Nelly Guérin[5]

### Doublage
- 2020 : Losing Alice : ? ( ? ) (mini-série)

## Théâtre
- 1988 : Combien de nuits faudra-t-il marcher dans la ville de et mise en scène Catherine Anne, théâtre de la Bastille à Paris, tournée à Montbéliard, Tours, Châteauroux, Genève, Besançon, Mulhouse, Valence, Marseille, Cavaillon, Vitrolles, Blois, Lyon, Tournoi, Angoulême, La Rochelle, Bruxelles, Montpellier, Béziers.
- 1990 : La Maman et la putain de Jean Eustache, mise en scène Jean-Louis Martinelli d'après le film réalisé par Jean Eustache, théâtre Daniel-Sorano à Toulouse, théâtre de Lyon, Chambéry, MC93 Bobigny, Caen, Cherbourg, Lausanne
- 1998 : L'Échange de Paul Claudel, mise en scène Bernard Lévy, Nouveau théâtre d'Angers
- 2003 : La Vie sexuelle de Catherine M. d'après Catherine Millet, mise en scène Jacques Malaterre et Arnaud Bédouet, théâtre Fontaine
- 2005 : La Concession Pilgrim de Yves Ravey, mise en scène Alain Chambon, théâtre de la Criée
- 2007 : Carola de Jean Renoir, mise en scène Jean-Claude Penchenat, théâtre des Quartiers d'Ivry, théâtre de l'Épée de Bois, théâtre de l'Ouest parisien
- 2007 : Eaux dormantes (Stilla vatten) de Lars Norén, mise en scène Claude Baqué, théâtre Nanterre-Amandiers
- 2008 : Kliniken de Lars Norén, mise en scène Jean-Louis Martinelli, théâtre Nanterre-Amandiers et tournée
- 2009 : L'orange était l'unique lumière de Dorothée Zumstein, mise en scène Philippe Duclos, théâtre de Sartrouville
- 2010 : Le legs et les acteurs de bonne foi de Marivaux, mise en scène David Géry, théâtre de l'Ouest parisien et tournée
- 2012 : Passion simple d'Annie Ernaux, mise en scène Jeanne Champagne, Scène nationale de Châteauroux
- 2013 : La Chambre, la Nuit, le Jour d’après Annie Ernaux, Marguerite Duras, Pascal Quignard, mise en scène Jeanne Champagne, Scène nationale de Châteauroux
- 2017 : Mayday de Dorothée Zumstein, mise en scène Julie Duclos, Théâtre de la Colline et  tournée

## Distinctions
- Palmarès du festival international du court-métrage de Clermont-Ferrand 1986 :  Prix d'interprétation féminine pour  La Lettre à Dédé, court-métrage de Manuel Poirier
- Prix Michel-Simon 1990 pour L'Enfant de l'hiver